# Hans von Bodeck
Hans von Bodeck (* 1582 in Elbing, Königlich-Preußen; † 23. Juni 1658 in Hamburg) war ein deutscher Diplomat und Kanzler des Kurfürsten von Brandenburg-Preußen.

## Leben
Um Handelspartner zu finden, wurde er von Elbing aus auf eine diplomatische Reise durch Europa geschickt, dabei oder danach schrieb er den liber amicorum, der unter anderem heute bedeutend beim Musikstudium ist.
Seine Familie gehörte zu den alteingesessenen Elbinger Bürgern. Sein Großvater war Bürgermeister und sein Vater war ein Stadtrat. Der Vorfahre Johann III. von Bodeck (1542–1595) hatte den kaiserlichen Status durch Kaiser Rudolf II. bestätigt bekommen und zur selben Zeit war das Familienwappen verbessert worden. Die von Bodecks hielten ebenfalls Ämter in Danzig.
Hans von Bodeck besuchte außer Deutschland die Niederlande, Frankreich, die Schweiz und in England Oxford und Cambridge während seiner diplomatischen Studientour. Er besuchte wohl die Beisetzungszeremonien der englischen Königin Elisabeth und die Weihe des neuen Königs, James I. Dazu hatte der Elbinger Stadtrat zwei Delegaten mit doppelter Mission geschickt: zum einen, um dem neuen König Respekt zu zeigen und zweitens, um sich gegen den Transfer des englischen Handels von Elbing in das nahegelegene Danzig auszusprechen.
Im Jahre 1604 ging von Bodeck nach London und traf dort John Dowland, Philip Rosseter und Thomas Campion. Alle drei waren Komponisten von Liedern für Laute und lebten im gleichen Bezirk in London. Von Bodeck befreundete sich mit ihnen und Campion schrieb ein Lied, das von Bodeck gewidmet war. Es kamen viele Leute aus England und Schottland, um in Elbing und in anderen Städten in Deutschland zu wohnen.
Später ging von Bodeck nach Paris und traf dort Graf Christoph von Dohna-Schlobitten, einen Edelmann aus Preußen mit Wohnort nur 15 km entfernt von Elbing. Von Bodeck wurde Kanzler des Hohenzollern Joachim Friedrich (Brandenburg), Kurfürst von Brandenburg-Preußen.
Eine Sammlung von Liedern für die Laute wurde von Dohna-Schlobitten erworben und in der Elbing Bücherei aufbewahrt. 1929 schrieb Hans Bauer eine ausführliche Beschreibung des Stammbuches Hans von Bodecks. Bei der Einnahme Elbings durch die Sowjetunion und der Vertreibung der Bevölkerung wurde die Stadt Elbing und ihre Bücherei zerstört. Viele Preußische Dokumente und Originalmanuskripte sind derzeit in Krakau aufgetaucht. Musikforscher wie K. Sparr haben die Hoffnung, dass das Original Hans von Bodecks evtl. auch eines Tages auftauchen könnte.